# Hamartiologi
Hamartiologi är den del av den konfessionella teologin som studerar syndbegreppet. Ordet är bildat av det grekiska ordet ἁμαρτία hamartia, som förekommer i Nya Testamentet, och som också betyder 'att missa målet'. Det hebreiska ordet för synd, chata, har ungefär samma bibetydelse.
Hamartiologin ägnar sig åt syndens ursprung, syndens natur, klassifikation av synd, ord för synd, definitioner av synd, arvssynden, syndens skamingivelse, ånger och grader, begreppet "oförlåtlig synd" samt frågor som rättfärdiggörelse, syndens straff och botgöring.
Vissa teorier om synd, så exempelvis hos Platon, härrör synden från kroppen, som i frestelse och själviskt begär frammanar synd. Den teorin kan emellertid inte förklara synder som högmod, otro, eller ondska. Synd kan också förstås som en negation; att det är avsaknad av det goda och tankens felslut. Synd förutsätter en lag att bryta emot. Den kristna tron antar, att synden fullständigt förändrar vem personen är, att personen faller i sin synd. En central fråga är också vilka synder som konsumeras genom att Jesus dog för våra synder.
Synen på synden, på dess aspekter, och på den kristna förlåtelsen, skiljer sig åt mellan kristna samfund.